# Test Drive: Ferrari Racing Legends
Test Drive: Ferrari Racing Legends, zapowiedziana jako Test Drive: Ferrari – komputerowa gra wyścigowa wyprodukowana przez brytyjskie studio Slightly Mad Studios. Gra została wydana 3 lipca przez Rombax Games na platformy PlayStation 3 i Xbox 360. 10 grudnia została wydana na platformę PC. Gra z serii Test Drive.

## Wydanie
Gra została zapowiedziana 22 listopada 2011 roku pod tytułem Test Drive: Ferrari. 16 stycznia 2012 roku został opublikowany zwiastun gry. Gra została wydana 3 lipca 2012 roku przez Rombax Games na platformy PlayStation 3 i Xbox 360, a 10 grudnia gra została wydana na PC.